# Kabinet-Nakasone II
Het kabinet–Nakasone II (Japans: 第2次中曽根内閣) was de regering van het Keizerrijk Japan van 27 december 1983 tot 22 juli 1986.

President van de Verenigde Staten Ronald Reagan en premier Yasuhiro Nakasone tijdens een bezoek in het Century Plaza Hotel in Century City, Los Angeles op 2 januari 1985.

## Kabinet–Nakasone II (1983–1986)
| Ambtsbekleder                                                | Ambtsbekleder     | Ambtsbekleder                               | Functie                                    | Ambtstermijn     | Ambtstermijn     | Partij |
| ------------------------------------------------------------ | ----------------- | ------------------------------------------- | ------------------------------------------ | ---------------- | ---------------- | ------ |
|                                                              | Yasuhiro Nakasone | Yasuhiro Nakasone 中曾根 康弘 (1918–2019)   | Premier                                    | 27 november 1982 | 6 november 1987  | LDP    |
|                                                              |                   | Takao Fujinami 藤波孝生 (1932–2007)         | Secretaris- generaal                       | 27 december 1983 | 28 december 1985 | LDP    |
|                                                              | Masaharu Gotoda   | Masaharu Gotoda 後藤田正晴 (1914–2005)      | Secretaris- generaal                       | 28 december 1985 | 6 november 1987  | LDP    |
|                                                              |                   | Seiichi Tagawa 田川誠一 (1918–2009)         | Minister van Binnenlandse Zaken            | 27 december 1983 | 1 november 1984  | NLC    |
| Voorzitter van de Commissie voor Openbare Orde en Veiligheid |                   | Seiichi Tagawa 田川誠一 (1918–2009)         |                                            | 27 december 1983 | 1 november 1984  | NLC    |
|                                                              |                   | Toru Furuya 古屋亨 (1909–1991)              | Minister van Binnenlandse Zaken            | 1 november 1984  | 28 december 1985 | LDP    |
| Voorzitter van de Commissie voor Openbare Orde en Veiligheid |                   | Toru Furuya 古屋亨 (1909–1991)              |                                            | 1 november 1984  | 28 december 1985 | LDP    |
|                                                              | Ichiro Ozawa      | Ichiro Ozawa 小沢一郎 (1942)                | Minister van Binnenlandse Zaken            | 28 december 1985 | 22 juli 1986     | LDP    |
| Voorzitter van de Commissie voor Openbare Orde en Veiligheid | Ichiro Ozawa      | Ichiro Ozawa 小沢一郎 (1942)                |                                            | 28 december 1985 | 22 juli 1986     | LDP    |
|                                                              | Shintaro Abe      | Shintaro Abe 安倍晋太郎 (1924–1991)         | Minister van Buitenlandse Zaken            | 27 november 1982 | 22 juli 1986     | LDP    |
|                                                              | Noboru Takeshita  | Noboru Takeshita 竹下 登 (1924–2000)        | Minister van Financiën                     | 27 november 1982 | 22 juli 1986     | LDP    |
|                                                              |                   | Eisaku Sumi 住栄作 (1920–1986)              | Minister van Justitie                      | 27 december 1983 | 1 november 1984  | LDP    |
|                                                              |                   | Hitoshi Shimazaki 嶋崎均 (1923–1997)        | Minister van Justitie                      | 1 november 1984  | 28 december 1985 | LDP    |
|                                                              |                   | Shogo Suzuki 鈴木省吾 (1911–1999)           | Minister van Justitie                      | 28 december 1985 | 22 juli 1986     | LDP    |
|                                                              |                   | Hikosaburo Okonogi 小此木彦三郎 (1928–1991) | Minister van Economische Zaken             | 27 december 1983 | 1 november 1984  | LDP    |
|                                                              | Keijiro Murata    | Keijiro Murata 村田敬次郎 (1924–2003)       | Minister van Economische Zaken             | 1 november 1984  | 28 december 1985 | LDP    |
|                                                              | Michio Watanabe   | Michio Watanabe 渡辺 美智雄 (1923–1995)     | Minister van Economische Zaken             | 28 december 1985 | 22 juli 1986     | LDP    |
|                                                              | Kozo Watanabe     | Kozo Watanabe 渡部恒三 (1932–2020)          | Minister van Volksgezondheid en Welzijn    | 27 december 1983 | 1 november 1984  | LDP    |
|                                                              |                   | Hiroyuki Masuoka 増岡博之 (1923–2011)       | Minister van Volksgezondheid en Welzijn    | 1 november 1984  | 28 december 1985 | LDP    |
|                                                              |                   | Isamu Imai 今井勇 (1919–1998)               | Minister van Volksgezondheid en Welzijn    | 28 december 1985 | 22 juli 1986     | LDP    |
|                                                              |                   | Sakamoto Misoji 坂本三十次 (1923–2006)      | Minister van Arbeid                        | 27 december 1983 | 1 november 1984  | LDP    |
|                                                              |                   | Toshio Yamaguchi 山口敏夫 (1940)            | Minister van Arbeid                        | 1 november 1984  | 28 december 1985 | NLC    |
|                                                              |                   | Yuu Hayashi 林迶 (1924–1994)                | Minister van Arbeid                        | 28 december 1985 | 22 juli 1986     | LDP    |
|                                                              | Yoshiro Mori      | Yoshiro Mori 森 喜朗 (1937)                 | Minister van Onderwijs                     | 27 december 1983 | 1 november 1984  | LDP    |
|                                                              | Hikaru Matsunaga  | Hikaru Matsunaga 松永 光 (1928)             | Minister van Onderwijs                     | 1 november 1984  | 28 december 1985 | LDP    |
|                                                              | Toshiki Kaifu     | Toshiki Kaifu 海部 俊樹 (1931–2022)         | Minister van Onderwijs                     | 28 december 1985 | 22 juli 1986     | LDP    |
|                                                              | Yoshizo Hosoda    | Yoshizo Hosoda 細田吉蔵 (1912–2007)         | Minister van Transport en Infrastructuur   | 27 december 1983 | 1 november 1984  | LDP    |
|                                                              | Hiromu Nonaka     | Norio Yamashita 山下徳夫 (1919–2014)        | Minister van Transport en Infrastructuur   | 1 november 1984  | 28 december 1985 | LDP    |
|                                                              | Hiroshi Mitsuzuka | Hiroshi Mitsuzuka 三塚博 (1927–2004)        | Minister van Transport en Infrastructuur   | 28 december 1985 | 22 juli 1986     | LDP    |
|                                                              |                   | Kiyoshi Mizuno 水野清 (1925–201+)           | Minister van Bouw en Constructie           | 27 december 1983 | 1 november 1984  | LDP    |
|                                                              |                   | Yoshiaki Kibe 木部佳昭 (1926–2001)          | Minister van Bouw en Constructie           | 1 november 1984  | 28 december 1985 | LDP    |
|                                                              | Takami Eto        | Takami Eto 江藤隆美 (1925–2007)             | Minister van Bouw en Constructie           | 28 december 1985 | 22 juli 1986     | LDP    |
|                                                              |                   | Shinjiro Yamamura 山村新治郎 (1933–1992)    | Minister van Landbouw, Bosbouw en Visserij | 27 december 1983 | 1 november 1984  | LDP    |
|                                                              |                   | Moriyoshi Sato 佐藤守良 (1922–1996)         | Minister van Landbouw, Bosbouw en Visserij | 1 november 1984  | 28 december 1985 | LDP    |
|                                                              | Tsutomu Hata      | Tsutomu Hata 羽田 孜 (1935–2017)            | Minister van Landbouw, Bosbouw en Visserij | 28 december 1985 | 22 juli 1986     | LDP    |
|                                                              |                   | Okuda Yoshikazu 奥田敬和 (1927–1998)        | Minister van Communicatie en Post          | 27 december 1983 | 1 november 1984  | LDP    |
|                                                              |                   | Sato Megumi 左藤恵 (1924–2021)              | Minister van Communicatie en Post          | 1 november 1984  | 28 december 1985 | LDP    |
|                                                              |                   | Fumi Sato 佐藤文生 (1919–2000)              | Minister van Communicatie en Post          | 28 december 1985 | 22 juli 1986     | LDP    |